# Methoxygroep

Structuurformule van een methoxygroep

De methoxygroep {\displaystyle {\ce {CH3O^-}}} is een inductief elektronengevende functionele groep en de alkoxygroep met de eenvoudigste structuurformule. De groep komt zowel in de methylesters, dat zijn esters van methanol met zuren, als in ethers voor. Als ester is de methoxygroep relatief gemakkelijk uit het molecuul te verwijderen, als ether is dat moeilijker. Een voorbeeld van de methoxygroep in een ester treft men in methylacetaat aan, een voorbeeld van de ethervariant in 1,2-dimethoxyethaan en diglyme.